# Powerlifting
Powerlifting je šport moči, pri katerem je cilj dvigniti največjo možno težo. Tekmovalci izvajajo tri osnovne dvige: počep, potisk s prsi in mrtvi dvig, cilj pa je čim večji skupni seštevek v kilogramih.

### Zgodovina
Powerlifting se je kot organizirana športna panoga razvil v 20. stoletju iz začetnih oblik tekmovanj v moči in dvigovanja težkih uteži. Prvič so tekmovanja pod tem imenom začeli organizirati v Združenih državah Amerike v 50. in 60. letih 20. stoletja. Leta 1972 je bila ustanovljena Mednarodna powerlifting zveza (IPF), ki danes predstavlja glavno svetovno organizacijo za ta šport in je odgovorna za organizacijo svetovnih prvenstev in drugih mednarodnih tekmovanj.

### Pravila in kategorije
Powerlifting tekmovanja so organizirana v več različnih težnostnih kategorijah, ki omogočajo pravično primerjavo rezultatov med tekmovalci. Tekmovalci so razvrščeni tudi po starostnih kategorijah, od kadetov do veteranov. Vsak tekmovalec ima tri poskuse pri vsaki od treh dvigov (počep, potisk s prsi in mrtvi dvig), njegov končni rezultat pa je vsota najboljših poskusov v vsakem od teh dvigov. Kadar je to potrebno (npr. pri določitvi absolutne razvrstitve), se za primerjavo rezultatov med tekmovalci v različnih težnostnih kategorijah uporablja formula za izračun točk, ki je zasnovana tako, da upošteva telesno težo tekmovalca.
Tekmovanja potekajo pod pravili, ki jih določa Mednarodna powerlifting zveza (IPF). Vsak dvig sodijo sodniki, ki presojajo o pravilnosti izvedbe dviga glede na določene tehnične zahteve. Ti vključujejo globino pri počepu, pravilno dotikanje prsnega koša pri potisku s prsi in popolno izravnavo pri mrtvem dvigu.

### Powerlifting v Sloveniji
Leta 1993 je bila ustanovljena Zveza za triatlon moči, ki je bila tudi članica Mednarodne powerlifting zveze IPF, zveza pa je leta 2013 prenehala z delovanjem. V tem času so v Sloveniji potekala različna tekmovanja v powerliftingu pod okriljem različnih mednarodnih zvez, vendar šport ni doživel širše prepoznavnosti. Leta 2015 je bila na pobudo Urbana Mura ustanovljena Powerlifting zveza Slovenije - zveza troboja moči. Zveza je kmalu zatem postala članica Mednarodnih powerlifting zveze IPF in Evropske powerlifting zveze EPF. Je tudi nacionalna panožna športna zveza (NPŠZ) za športno panogo Powerlifting. To pomeni, da je registrirana v skladu z Zakonom o Športu, včlanjena v Olimpijski komite Slovenije (OKS) in ustrezno mednarodno športno federacijo (IPF). Hkrati je Powerlifting zveza Slovenije tudi nosilka uradnega tekmovalnega sistema za športno panogo Powerlifting in izvajalka programa usposabljanja strokovnih delavcev v športu - trenerjev powerliftinga.
Po ustanovitvi Powerlifting zveze Slovenije, predvsem pa po letu 2020, je powerlifting v Sloveniji doživel velik razvoj. Prvo leto delovanja sta bila v zvezo včlanjena le 2 kluba, registriranih pa je bilo slabih 30 tekmovalcev, konec leta 2023 pa je zveza združevala že 10 klubov s skoraj 200 registriranimi tekmovalci.
Slovenija ima tudi nekaj izjemno uspešnih powerlifterjev. Med njimi izstopata Jure Rus in Katja Babič, ki sta največkrat osvojila absolutni naslov državnega prvaka. Jure Rus je leta 2017 postal tudi evropski prvak.

### Mednarodno sodelovanje in priznanja
Mednarodna powerlifting zveza (IPF) si prizadeva za priznanje powerliftinga kot olimpijskega športa, vendar ta status še ni bil dosežen. Kljub temu se powerlifting hitro širi po vsem svetu in postaja vse bolj priljubljen med športniki in rekreativci. Powerlifting je sicer vključen tudi v nekatere druge mednarodne športne dogodke, kot so Svetovne igre, ki predstavljajo športno platformo za športe, ki niso na olimpijskih igrah.